# 維索卡亞魯哈
50°16′24″N 36°19′4″E / 50.27333°N 36.31778°E
維索卡亞魯哈（烏克蘭語：Висока Яруга）是位於烏克蘭東部的村莊，由哈爾科夫州哈爾科夫區的德爾哈奇市鎮負責管轄。該村始建於1780年，面積0.1平方公里，海拔高度166米，2001年人口2，人口密度每平方公里20.6人。